# Alfred Allen, Baron Allen of Fallowfield
Alfred „Alf“ Walter Henry Allen, Baron Allen of Fallowfield CBE (* 7. Juli 1914 in Bristol; † 14. Januar 1985) war ein britischer Gewerkschaftsfunktionär und Politiker der Labour Party, der zwischen 1962 und 1979 Generalsekretär der Gewerkschaft USDAW (Union of Shop, Distributive and Allied Workers) sowie 1974 Präsident des gewerkschaftlichen Dachverbandes Trades Union Congress (TUC) war und 1974 als Life Peer aufgrund des Life Peerages Act Mitglied des House of Lords wurde.

## Leben
Allen war nach dem Besuch der East Bristol School bis 1940 Mitarbeiter der Genossenschaftsgesellschaft von Bristol und trat danach in Royal Air Force (RAF) ein, in der er bis zum Ende des Zweiten Weltkrieges 1945 diente und zuletzt zum Sergeant befördert wurde. Nach Kriegsende wurde er 1945 Organisator bei der Nationalen Handelsgewerkschaft NUDAW (National Union of Distributive and Allied Workers), die sich 1947 mit der Nationalen Gewerkschaft der Handlungsgehilfen, Warenhausmitarbeiter und Angestellten NUSAWC (National Union of Shop Assistants, Warehousemen and Clerks) zur Gewerkschaft der Laden-, Verteilungs- und verwandten Beschäftigten USDAW (Union of Shop, Distributive and Allied Workers) zusammenschloss. 1951 wurde er Mitarbeiter der Nationalverwaltung dieser Gewerkschaft.
1962 wurde Allen als Nachfolger von Alan Birch Generalsekretär der USDAW und bekleidete diese Funktion siebzehn Jahre lang bis zu seiner Ablösung durch Bill Whatley 1979. In dieser Funktion hatte er auch Einfluss auf die von der Labour Party zwischen 1964 und 1970 gestellte Regierung von Premierminister Harold Wilson. Für seine Verdienste in der Arbeiterbewegung wurde er am 2. Juni 1967 zum Commander des Order of the British Empire ernannt.
Auf dem Gewerkschaftskongress des TUC 1974 in Brighton wurde Allen, der bereits langjähriges Mitglied des Generalrates des Trades Union Congress war, als Nachfolger von Joseph Crawford für eine einjährige Amtszeit zum Präsidenten des TUC gewählt und übte dieses Amt bis zu seiner Ablösung durch Marie Patterson auf dem Gewerkschaftstag 1975 in Blackpool aus. Danach war er als Nachfolger von Sidney Greene bis Ende der 1970er Jahre Vorsitzender des Wirtschaftsausschusses des TUC (TUC Economic Committee).
Durch ein Letters Patent vom 10. Juli 1974 wurde Allen aufgrund des Life Peerages Act 1958 als Life Peer mit dem Titel Baron Allen of Fallowfield, of Fallowfield in Greater Manchester, in den Adelsstand erhoben und gehörte damit bis zu seinem Tod dem House of Lords als Mitglied an.
Von 1977 bis 1982 war er Mitglied des BBC Board of Governors.